# Plutodes triangularis
Plutodes triangularis là một loài bướm đêm trong họ Geometridae.